# 카메라를 멈추면 안 돼!
《카메라를 멈추면 안 돼!》(일본어: カメラを止めるな！)는 2017년 개봉한 일본의 영화이다.

## 출연진
- 하마츠 타카유키 : 히구라시 타카유키 역
- 아키야마 유즈키 : 마츠모토 아이카 역
- 나가야 카즈아키 : 카미야 카즈유키 역
- 슈하마 하루미 : 히구라시 하루미 역
- 마오 : 히구라시 마오 역